# 曲濑镇
曲濑镇，是中华人民共和国江西省吉安市吉州区下辖的一个乡镇级行政单位。

## 行政区划
曲濑镇下辖以下地区：
曲濑社区、田东村、高联村、水南村、大巷村、瓦桥村、腊塘村、长乐村、长明村、上塘村、彭家坊村、罗家坊村和曲濑村。